# Dorothée-Augusta de Brunswick-Wolfenbüttel
Dorothée-Augusta de Brunswick-Wolfenbüttel (* 12 février 1577 à Wolfenbüttel; † 19 décembre 1625 à Wolfenbüttel) est une princesse de Brunswick-Wolfenbüttel et abbesse de l'Abbaye impériale de Gandersheim.

## Biographie
Dorothée-Augusta est une fille du duc Jules de Brunswick-Wolfenbüttel (1528-1589) de son mariage avec Edwige de Brandebourg, fille de l'électeur Joachim II Hector de Brandebourg. 
Dorothée-Augusta est en 1602 Coadjuteur de l'abbaye de Gandersheim, et est élue abbesse en 1611.
Dorothée Augusta s'enfuit en 1625, pendant la Guerre de Trente Ans devant l'approche des troupes du général Tilly et meurt peu après. C'est seulement en mars 1626, qu'elle est enterré dans l'Église Beatae Mariae Virginis à Wolfenbüttel).
La Devise de l'Abbesse est de Dieu, il en sera probablement créer.

## Sources
- Friedrich Görges: de Henri le Lion, Duc de Saxe et Baiern erbauete Saint-Blaise-la Cathédrale de Brunswick et de ses Bizarreries et des Successions, des Enterrements, 1820, P. 116 Numérisation
- En août, B. Michel, Julius Wilhelm Hamberger: Introduction à une volständigen Histoire de la Coire et Princière Maisons dans Teutschland, Tome 1, Meyer, 1759, P. 106